# Motore a sedici cilindri contrapposti

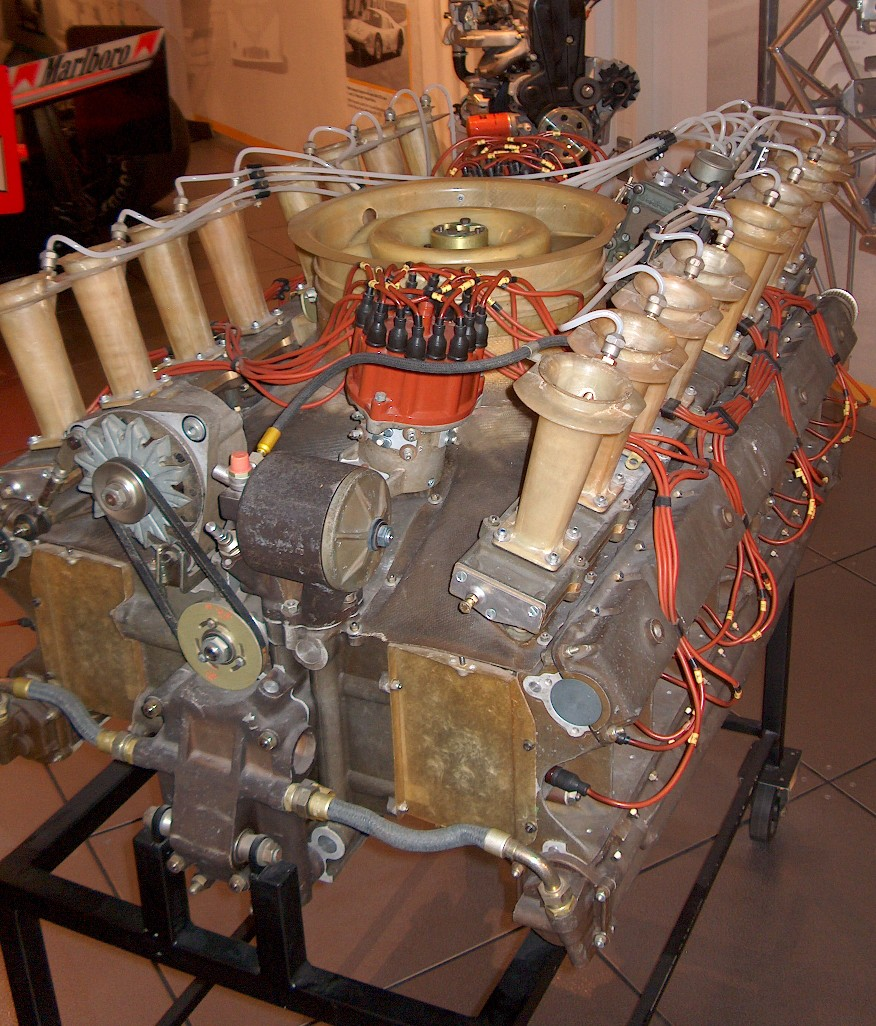
Motore sperimentale Can-Am della Porsche 917

Un motore a sedici cilindri orizzontali, noto anche come a sedici cilindri orizzontalmente opposti o a sedici cilindri contrapposti, è un motore a pistoni a sedici cilindri con otto cilindri su ciascun lato collegato a un albero motore centrale.
I motori a sedici cilindri contrapposti sono meno comuni dei motori V16. Ci sono solo un paio di prototipi di motori da corsa che utilizzano un layout a sedici cilindri contrapposti.

## Design
Questi motori avevano due bielle per ogni perno dell'albero motore, quindi potevano anche essere indicati come un V16 a 180 gradi, piuttosto che una configurazione boxer usata dalla maggior parte dei motori piatti con sei cilindri o meno.

## Coventry Climax FWMW
Il Coventry Climax FWMW era un prototipo di motore a sedici cilindri orizzontali progettato tra il 1963 e il 1965 destinato all'uso in Formula Uno. I team Brabham e Lotus hanno progettato vetture per questo motore, ma non ha mai corso. Ciò era dovuto a problemi di affidabilità durante i test e alla mancata generazione della potenza di uscita desiderata.

## Porsche 917
Nel 1971, Porsche sviluppò un prototipo di motore a sedici cilindri orizzontali da utilizzare nella Porsche 917 che gareggiava nel campionato Can-Am. Il progetto fu abbandonato e la Porsche 917/10K del 1972 fu invece alimentata da una versione turbo dell'attuale motore piatto a dodici cilindri di Porsche.